# Pseudocletopsyllis spiniger
Pseudocletopsyllis spiniger är en kräftdjursart som beskrevs av Vervoort 1964. Pseudocletopsyllis spiniger ingår i släktet Pseudocletopsyllis och familjen Laophontidae. Inga underarter finns listade i Catalogue of Life.